# The King’s Singers

The King’s Singers ist ein sechsköpfiges A-cappella-Ensemble aus Großbritannien. Ihr Name verweist auf das King’s College in Cambridge, England, an dem diese Gruppe 1968 von damaligen Chorstipendiaten gegründet wurde. Im Vereinigten Königreich erreichte ihre Popularität in den 1970er und frühen 1980er Jahren ihren Höhepunkt. Daneben gelang es ihnen nach ihrer ersten Überseetournee im Jahr 1972 nach Australien und Neuseeland auch, ein breiteres internationales Publikum zu erreichen. Im Jahr 1987 traten sie als Gäste in dem ABC-TV-Special Julie Andrews: The Sound Of Christmas auf, welches einen Emmy gewann. Im Februar 2009 gewann ihre CD Simple Gifts einen Grammy-Award in der Kategorie „Bestes klassisches Crossover-Album“. Im Rahmen des 54. Grammy Awards im Februar 2012 erhielten sie zudem zusammen mit Eric Whitacre einen Preis in der Kategorie „Beste Chordarbietung“ für das Album Light and Gold, auf dem sie den Titel The Stolen Child vortragen, welcher von Whitacre speziell für das Ensemble geschrieben wurde.
Heute tritt das Ensemble in ungefähr 120 Konzerten pro Jahr weltweit auf, vor allem in Europa, den USA, Australien und in Fernost. Seit einiger Zeit ist auch die Volksrepublik China Bestandteil ihrer Tourliste und 2013 war das Ensemble erstmals auf einer Konzertreise durch Südamerika unterwegs. Im Jahr 2018 feierten die King’s Singers ihr 50-jähriges Bestehen. Dieses besondere Jubiläum beging die Gruppe mit einer Reihe verschiedener Aktionen. Dazu zählte unter anderem ein Dinner mit den ehemaligen Mitgliedern. Darüber hinaus haben sie das dreiteilige Album GOLD veröffentlicht, welches die außerordentliche Vielfalt ihres Repertoires der zurückliegenden 50 Jahre widerspiegeln soll. Es enthält sowohl Motetten als auch brandneue Aufträge und viele beliebte Arrangements. Auf ihrer Jubiläumstournee – der GOLD World Tour – machten sie weltweit Station in großen Konzerthäusern und Kirchen, beispielsweise in der Carnegie Hall in New York oder in der Salle Gaveau in Paris. In ihrer Heimat in Großbritannien feierten die King’s Singers ihr Jubiläum Anfang des Jahres 2018 mit zwei besonderen Konzerten. Das erste fand am 13. Januar in St. Johns am Smith Square in London statt, zu dem auch nahezu alle ehemaligen Mitglieder anwesend waren. Das zweite gestalteten sie drei Tage später in der Kapelle ihrer spirituellen Heimat, des King’s College in Cambridge.

## Geschichte

### Frühe Jahre
Die Wurzeln der King’s Singers gehen bis auf das Jahr 1965 zurück, als sechs Chor-Studenten des King’s Colleges der Universität Cambridge namens Martin Lane, Alastair Hume, Alastair Thompson, Richard Salter, Simon Carrington und Brian Kay unter dem Namen Schola Cantorum Pro Musica Profana in Cantabridgiense ein gemeinsames Album aufnahmen. Ihr erstes Konzert unter dem Namen King’s Singers gab diese Gruppe am 1. Mai 1968 in der Queen Elisabeth Hall, London, gemeinsam mit der Academy of St. Martin in the Fields, Simon Preston (Orgel) und Barry Tuckwell (Horn). Bereits einige Monate danach kam es zu ersten Veränderungen in der Zusammensetzung des Ensembles. Zunächst zog sich noch im Jahr 1968 der Countertenor Martin Lane infolge einer Tumorerkrankung aus dem Ensemble zurück. In der Folgezeit wurde dieser abwechselnd durch Felicity Palmer, Eleanor Capp, Caryl Newnham, James Bowman oder Richard Baker ersetzt, bis im Sommer 1969 Nigel Perrin nach Beendigung seines Studiums als fester Bestandteil und neuer erster Countertenor dem Ensemble beitreten konnte. Darüber hinaus verließ im Jahr 1969 auch Bariton Richard Salter das Ensemble, da er ein Richard-Tauber-Stipendium erhielt und nach Wien ging. Infolgedessen nahm bis zum Ende des Jahres Nigel Beavan dessen Part ein. Dann stieß Anthony Holt zum Ensemble, der bereits nach dem Ausscheiden Salters erste Wahl für die Position des ersten Baritons war, aber einem Engagement aufgrund seiner sicheren Anstellung und des noch relativ geringen Bekanntheitsgrades des Ensembles zunächst ablehnend gegenüberstand. Mit Beitritt Holts entstand wieder eine stabile Formation, die bis zum Ausscheiden Alastair Thompsons nach dem zehnjährigen Jubiläum im Jahr 1978 Bestand hatte.

### Etablierung
In ihren Anfangsjahren traten die King’s Singers vornehmlich in Großbritannien auf. Vereinzelt hatten sie auch Auftritte in anderen Ländern Europas, jedoch war ihre Ensembletätigkeit noch ausschließlich nebenberuflich. Simon Carrington und Alastair Hume beispielsweise waren beide als Kontrabassisten im BBC Northern Orchestra (jetzt BBC Philharmonic) in Manchester angestellt. Mit dem Angebot einer 35-teiligen Konzerttournee durch Australien und Neuseeland im Jahr 1972 entschieden sie sich, ihre Tätigkeit nun hauptberuflich auszuführen. Das war der Beginn ihres internationalen Erfolgs. Reisen nach Südafrika, nach Kanada, in die USA sowie durch ganz Europa folgten. Während der Tourneepausen arbeiten sie an Alben für ihre Plattenfirma EMI oder traten auch in Rundfunk- und Fernsehsendungen auf. Höhepunkte der ersten 10 Jahre waren die Gastauftritte in der Nana-Mouskouri-Show und der Ronnie-Corbett-Show, ihre eigene Show – die King’s Singers World of Music – sowie die mehrfache Auszeichnung mit goldenen Schallplatten.
Nach dieser langen Zeit nahm die Gruppe an, wenn sich ein Mitglied der King’s Singers entscheiden würde, die Gruppe zu verlassen, dass dies unweigerlich auch das Ende des Ensembles bedeuten würde. Man war der Überzeugung, dass es unmöglich sein würde, einen passenden neuen Mitsänger zu finden, geschweige denn ihn zu integrieren. Als sich jedoch Alastair Thompson 1978 entschied, das Ensemble zu verlassen, gingen ihre vertraglichen Verpflichtungen so weit in die Zukunft, dass es unmöglich war aufzuhören. Somit kam es mit dem Wechsel von ihm zu Bill Ives zum ersten Austausch eines Ensemblemitglieds. In der Folgezeit gehörten unter anderem ein Film über die Madrigal History Tour, die Zusammenarbeit mit Paul McCartney im Frog Chorus von We All Stand Together, die erstmalige Reise nach Ostasien, die regelmäßigen Auftritte in Johnny Carson’s Tonight Show in den USA, der Start einer Verlagsgesellschaft sowie die Veröffentlichung eines Buches zu den herausragenden Projekten des Ensembles.
Nach und nach gab es weitere Wechsel, so dass heute kein Gründungsmitglied mehr aktiver Bestandteil des Ensembles ist. Zu ehemaligen Mitgliedern zählen inzwischen auch David Hurley, Paul Phoenix, Timothy Wayne-Wright, Christopher Gabbitas, Jeremy Jackman, Colin Mason, Bob Chilcott, Stephen Connolly, Bruce Russell, Philip Lawson, Nigel Short, Gabriel Crouch und Robin Tyson.
Das derzeitige Ensemble setzt sich aus folgenden Personen zusammen:
- Patrick Dunachie, Countertenor 1, seit 2016
- Edward Button, Countertenor 2, seit 2019
- Julian Gregory, Tenor, seit 2014
- Christopher Bruerton, Bariton 1, seit 2012
- Nick Ashby, Bariton 2, seit 2019
- Piers Connor Kennedy, Bass, seit 2025

Somit gibt es heute inzwischen 29 offizielle Mitglieder der King’s Singers. Besondere Erwähnung gebührt dabei vor allem Alastair Hume und Simon Carrington, die als Gründungsmitglieder über 25 Jahre lang Bestandteil des Ensembles waren, sowie David Hurley, welcher im August 2016 das Ensemble nach 26 1⁄2 Jahren Mitgliedschaft verlassen hat. Aktuell besitzen die King’s Singers mit dem Neuseeländer Christopher Bruerton erstmals ein Mitglied, das nicht aus Großbritannien stammt, und mit Patrick Dunachie nach längerer Zeit wieder einmal einen Absolventen des King’s College.
Um das Jahr 2000 herum bezeichneten sich die King’s Singers selbst kurz king’singers (mit einem kleinen k zu Beginn und nur einem s in der Mitte). Dies bezeugen unter anderem das Cover der CD Fire-Water und einige Notenausgaben.

### Heute
Heute sind die King’s Singers mehr als die Hälfte des Jahres weltweit auf Konzertreise. Dabei treten sie sowohl allein als auch mit Begleitung auf. Unter anderem arbeiteten sie beispielsweise sowohl im Rahmen von Konzerten als auch von CD-Produktionen bereits mit dem Ensemble Sarband, der Philharmonie Südwestfalen, Evelyn Glennie, dem Mormon Tabernacle Choir, dem Concordia Choir bzw. dem Cincinnati Pops Orchestra zusammen. Im Jahr 2014 haben sie ein Winteralbum gemeinsam mit dem Oboisten Albrecht Mayer produziert. In der Regel veröffentlichen die King’s Singers mindestens ein neues Album pro Jahr. Darüber hinaus sind sie als Dozenten für Ensembles verschiedenster Größe sehr gefragt und veranstalten jährlich Master Classes und Workshops.

## Stil und Repertoire
Die King’s Singers sind bekannt für ihren speziellen Ensembleklang. Dieser resultiert vor allem aus ihrer zunächst recht ungewöhnlichen Zusammensetzung. In der Regel bestehen sechsstimmige Männerensembles britischer Prägung aus zwei Countertenören, zwei Tenören und zwei Bässen beziehungsweise statt zwei Bässen einem Bariton und einem Bass. Die King’s Singers setzen sich stattdessen jedoch aus zwei Countertenören, einem Tenor, zwei Baritonen und einem Bass zusammen. Diese Formation, welche sich zu Beginn eher zufällig ergeben hatte, führt zu einer größeren Klangfülle in den tieferen Stimmen und damit zu dem charakteristischen Klangmerkmal der Gruppe.
Hinsichtlich ihres Repertoires besitzen die King’s Singers eine große Bandbreite, so dass sie sich in Bezug auf ein bestimmtes Genre nicht wirklich kategorisieren lassen. Zu ihrem Programm gehören unter anderem mehrstimmige Werke der Renaissance, Klänge aus dem Zeitalter der Romantik, Werke zeitgenössischer Komponisten, religiöse Musikstücke oder Arrangements aktueller Folk- und Pop-Songs in „close harmony“. Dabei singen sie in den unterschiedlichsten Sprachen, neben Englisch oft auch in Französisch, Italienisch, Spanisch, Deutsch oder Latein. Über die Jahre hat sich so in ihrer persönlichen Bibliothek ein Bestand von über 3000 verschiedenen Werken und Arrangements angesammelt. Aus dieser stilistischen Fülle präsentieren die King’s Singers in der Regel in den meisten ihrer Konzerte eine kleine, aber dennoch stilistisch breite Auswahl (beispielsweise von „Byrd bis Bublé“), so dass kaum ein Konzert dem anderen gleicht. Ihr Anspruch ist es, das Publikum nicht nur mit ihrem feinen britischen Humor zu unterhalten, sondern auch dessen musikalischen Horizont zu erweitern. Zuhörer, die wegen der Pop-Arrangements zu den Konzerten kommen, werden beispielsweise in die Literatur der Renaissance eingeführt und natürlich vice versa.
Seit jeher arbeiten die King’s Singers regelmäßig mit zeitgenössischen Komponisten zusammen. Auf der langen Liste von Komponisten, die speziell für das Ensemble geschrieben haben, stehen unter anderem Namen wie György Ligeti, Richard Rodney Bennett, Eric Whitacre, Luciano Berio, Peter Maxwell Davies, Krzysztof Penderecki, John Rutter, Tōru Takemitsu, John Tavener und Alexander L’Estrange. Darüber hinaus haben zusätzlich auch einige Mitglieder selbst für das Ensemble arrangiert. In diesem Zusammenhang sind die umfangreichen Arbeiten von Bob Chilcott und Philip Lawson hervorzuheben.
Ein Teil des King’s-Singers-Repertoires ist in Form von Notenheften und Einzelausgaben erhältlich. Damit wird es Laienensembles ermöglicht, populäre Originalarrangements nachzusingen.

## Rezeption und Wertschätzung
Die King’s Singers gelten in weiten Kreisen der Sangeskundigen zusammen mit den Swingle Singers als eines der weltbesten Gesangs-Ensembles nach westlichen Kultur-Maßstäben. Wenn man es auf den Gesang von Männern in Ensembles konzentriert – die Swingles sind ein Mixed-Ensemble –, dann sind die King’s Singers womöglich das beste Männer-Gesangsensemble der Welt, und dies durchgehend seit ca. 50 Jahren. Vor den King's Singers galten die Comedian Harmonists über fast ein halbes Jahrhundert als das beste Profi-Gesangsensemble überhaupt, vor allem bezogen auf den Umstand, dass sie jederzeit aus ca. 250 aufführungsreifen Stücken performen konnten. Diesen Rekord aufführungsbereiter Stücke haben die King’s Singers längst eingestellt.

## Besetzung
Die folgende Tabelle gibt einen Überblick über die unterschiedlichen Besetzungen im Laufe der Zeit von der Pre-King’s-Singers-Ära bis heute.
| Zeitlinie der King’s-Singers-Besetzung | Zeitlinie der King’s-Singers-Besetzung | Zeitlinie der King’s-Singers-Besetzung | Zeitlinie der King’s-Singers-Besetzung | Zeitlinie der King’s-Singers-Besetzung | Zeitlinie der King’s-Singers-Besetzung | Zeitlinie der King’s-Singers-Besetzung | Zeitlinie der King’s-Singers-Besetzung | Zeitlinie der King’s-Singers-Besetzung | Zeitlinie der King’s-Singers-Besetzung | Zeitlinie der King’s-Singers-Besetzung | Zeitlinie der King’s-Singers-Besetzung | Zeitlinie der King’s-Singers-Besetzung | Zeitlinie der King’s-Singers-Besetzung | Zeitlinie der King’s-Singers-Besetzung | Zeitlinie der King’s-Singers-Besetzung | Zeitlinie der King’s-Singers-Besetzung | Zeitlinie der King’s-Singers-Besetzung | Zeitlinie der King’s-Singers-Besetzung | Zeitlinie der King’s-Singers-Besetzung | Zeitlinie der King’s-Singers-Besetzung | Zeitlinie der King’s-Singers-Besetzung | Zeitlinie der King’s-Singers-Besetzung | Zeitlinie der King’s-Singers-Besetzung | Zeitlinie der King’s-Singers-Besetzung | Zeitlinie der King’s-Singers-Besetzung | Zeitlinie der King’s-Singers-Besetzung | Zeitlinie der King’s-Singers-Besetzung | Zeitlinie der King’s-Singers-Besetzung | Zeitlinie der King’s-Singers-Besetzung | Zeitlinie der King’s-Singers-Besetzung | Zeitlinie der King’s-Singers-Besetzung | Zeitlinie der King’s-Singers-Besetzung | Zeitlinie der King’s-Singers-Besetzung | Zeitlinie der King’s-Singers-Besetzung | Zeitlinie der King’s-Singers-Besetzung | Zeitlinie der King’s-Singers-Besetzung | Zeitlinie der King’s-Singers-Besetzung | Zeitlinie der King’s-Singers-Besetzung | Zeitlinie der King’s-Singers-Besetzung | Zeitlinie der King’s-Singers-Besetzung | Zeitlinie der King’s-Singers-Besetzung | Zeitlinie der King’s-Singers-Besetzung | Zeitlinie der King’s-Singers-Besetzung | Zeitlinie der King’s-Singers-Besetzung | Zeitlinie der King’s-Singers-Besetzung | Zeitlinie der King’s-Singers-Besetzung | Zeitlinie der King’s-Singers-Besetzung | Zeitlinie der King’s-Singers-Besetzung | Zeitlinie der King’s-Singers-Besetzung | Zeitlinie der King’s-Singers-Besetzung | Zeitlinie der King’s-Singers-Besetzung | Zeitlinie der King’s-Singers-Besetzung | Zeitlinie der King’s-Singers-Besetzung | Zeitlinie der King’s-Singers-Besetzung | Zeitlinie der King’s-Singers-Besetzung | Zeitlinie der King’s-Singers-Besetzung | Zeitlinie der King’s-Singers-Besetzung | Zeitlinie der King’s-Singers-Besetzung | Zeitlinie der King’s-Singers-Besetzung | Zeitlinie der King’s-Singers-Besetzung | Zeitlinie der King’s-Singers-Besetzung | Zeitlinie der King’s-Singers-Besetzung | Zeitlinie der King’s-Singers-Besetzung | Zeitlinie der King’s-Singers-Besetzung | Zeitlinie der King’s-Singers-Besetzung | Zeitlinie der King’s-Singers-Besetzung | Zeitlinie der King’s-Singers-Besetzung | Zeitlinie der King’s-Singers-Besetzung | Zeitlinie der King’s-Singers-Besetzung | Zeitlinie der King’s-Singers-Besetzung | Zeitlinie der King’s-Singers-Besetzung | Zeitlinie der King’s-Singers-Besetzung | Zeitlinie der King’s-Singers-Besetzung | Zeitlinie der King’s-Singers-Besetzung | Zeitlinie der King’s-Singers-Besetzung | Zeitlinie der King’s-Singers-Besetzung | Zeitlinie der King’s-Singers-Besetzung | Zeitlinie der King’s-Singers-Besetzung | Zeitlinie der King’s-Singers-Besetzung | Zeitlinie der King’s-Singers-Besetzung | Zeitlinie der King’s-Singers-Besetzung | Zeitlinie der King’s-Singers-Besetzung | Zeitlinie der King’s-Singers-Besetzung | Zeitlinie der King’s-Singers-Besetzung | Zeitlinie der King’s-Singers-Besetzung | Zeitlinie der King’s-Singers-Besetzung | Zeitlinie der King’s-Singers-Besetzung | Zeitlinie der King’s-Singers-Besetzung | Zeitlinie der King’s-Singers-Besetzung | Zeitlinie der King’s-Singers-Besetzung | Zeitlinie der King’s-Singers-Besetzung | Zeitlinie der King’s-Singers-Besetzung | Zeitlinie der King’s-Singers-Besetzung | Zeitlinie der King’s-Singers-Besetzung | Zeitlinie der King’s-Singers-Besetzung | Zeitlinie der King’s-Singers-Besetzung | Zeitlinie der King’s-Singers-Besetzung | Zeitlinie der King’s-Singers-Besetzung | Zeitlinie der King’s-Singers-Besetzung | Zeitlinie der King’s-Singers-Besetzung | Zeitlinie der King’s-Singers-Besetzung | Zeitlinie der King’s-Singers-Besetzung | Zeitlinie der King’s-Singers-Besetzung | Zeitlinie der King’s-Singers-Besetzung | Zeitlinie der King’s-Singers-Besetzung | Zeitlinie der King’s-Singers-Besetzung | Zeitlinie der King’s-Singers-Besetzung | Zeitlinie der King’s-Singers-Besetzung | Zeitlinie der King’s-Singers-Besetzung | Zeitlinie der King’s-Singers-Besetzung | Zeitlinie der King’s-Singers-Besetzung | Zeitlinie der King’s-Singers-Besetzung | Zeitlinie der King’s-Singers-Besetzung | Zeitlinie der King’s-Singers-Besetzung | Zeitlinie der King’s-Singers-Besetzung | Zeitlinie der King’s-Singers-Besetzung | Zeitlinie der King’s-Singers-Besetzung | Zeitlinie der King’s-Singers-Besetzung | Zeitlinie der King’s-Singers-Besetzung | Zeitlinie der King’s-Singers-Besetzung | Zeitlinie der King’s-Singers-Besetzung | Zeitlinie der King’s-Singers-Besetzung |
| -------------------------------------- | -------------------------------------- | -------------------------------------- | -------------------------------------- | -------------------------------------- | -------------------------------------- | -------------------------------------- | -------------------------------------- | -------------------------------------- | -------------------------------------- | -------------------------------------- | -------------------------------------- | -------------------------------------- | -------------------------------------- | -------------------------------------- | -------------------------------------- | -------------------------------------- | -------------------------------------- | -------------------------------------- | -------------------------------------- | -------------------------------------- | -------------------------------------- | -------------------------------------- | -------------------------------------- | -------------------------------------- | -------------------------------------- | -------------------------------------- | -------------------------------------- | -------------------------------------- | -------------------------------------- | -------------------------------------- | -------------------------------------- | -------------------------------------- | -------------------------------------- | -------------------------------------- | -------------------------------------- | -------------------------------------- | -------------------------------------- | -------------------------------------- | -------------------------------------- | -------------------------------------- | -------------------------------------- | -------------------------------------- | -------------------------------------- | -------------------------------------- | -------------------------------------- | -------------------------------------- | -------------------------------------- | -------------------------------------- | -------------------------------------- | -------------------------------------- | -------------------------------------- | -------------------------------------- | -------------------------------------- | -------------------------------------- | -------------------------------------- | -------------------------------------- | -------------------------------------- | -------------------------------------- | -------------------------------------- | -------------------------------------- | -------------------------------------- | -------------------------------------- | -------------------------------------- | -------------------------------------- | -------------------------------------- | -------------------------------------- | -------------------------------------- | -------------------------------------- | -------------------------------------- | -------------------------------------- | -------------------------------------- | -------------------------------------- | -------------------------------------- | -------------------------------------- | -------------------------------------- | -------------------------------------- | -------------------------------------- | -------------------------------------- | -------------------------------------- | -------------------------------------- | -------------------------------------- | -------------------------------------- | -------------------------------------- | -------------------------------------- | -------------------------------------- | -------------------------------------- | -------------------------------------- | -------------------------------------- | -------------------------------------- | -------------------------------------- | -------------------------------------- | -------------------------------------- | -------------------------------------- | -------------------------------------- | -------------------------------------- | -------------------------------------- | -------------------------------------- | -------------------------------------- | -------------------------------------- | -------------------------------------- | -------------------------------------- | -------------------------------------- | -------------------------------------- | -------------------------------------- | -------------------------------------- | -------------------------------------- | -------------------------------------- | -------------------------------------- | -------------------------------------- | -------------------------------------- | -------------------------------------- | -------------------------------------- | -------------------------------------- | -------------------------------------- | -------------------------------------- | -------------------------------------- | -------------------------------------- | -------------------------------------- | -------------------------------------- | -------------------------------------- | -------------------------------------- | -------------------------------------- |
| Stimmlage                              | 1960er                                 | 1960er                                 | 1960er                                 | 1960er                                 | 1960er                                 | 1960er                                 | 1960er                                 | 1960er                                 | 1960er                                 | 1960er                                 | 1970er                                 | 1970er                                 | 1970er                                 | 1970er                                 | 1970er                                 | 1970er                                 | 1970er                                 | 1970er                                 | 1970er                                 | 1970er                                 | 1970er                                 | 1970er                                 | 1970er                                 | 1970er                                 | 1970er                                 | 1970er                                 | 1970er                                 | 1970er                                 | 1970er                                 | 1970er                                 | 1980er                                 | 1980er                                 | 1980er                                 | 1980er                                 | 1980er                                 | 1980er                                 | 1980er                                 | 1980er                                 | 1980er                                 | 1980er                                 | 1980er                                 | 1980er                                 | 1980er                                 | 1980er                                 | 1980er                                 | 1980er                                 | 1980er                                 | 1980er                                 | 1980er                                 | 1980er                                 | 1990er                                 | 1990er                                 | 1990er                                 | 1990er                                 | 1990er                                 | 1990er                                 | 1990er                                 | 1990er                                 | 1990er                                 | 1990er                                 | 1990er                                 | 1990er                                 | 1990er                                 | 1990er                                 | 1990er                                 | 1990er                                 | 1990er                                 | 1990er                                 | 1990er                                 | 1990er                                 | 2000er                                 | 2000er                                 | 2000er                                 | 2000er                                 | 2000er                                 | 2000er                                 | 2000er                                 | 2000er                                 | 2000er                                 | 2000er                                 | 2000er                                 | 2000er                                 | 2000er                                 | 2000er                                 | 2000er                                 | 2000er                                 | 2000er                                 | 2000er                                 | 2000er                                 | 2000er                                 | 2010er                                 | 2010er                                 | 2010er                                 | 2010er                                 | 2010er                                 | 2010er                                 | 2010er                                 | 2010er                                 | 2010er                                 | 2010er                                 | 2010er                                 | 2010er                                 | 2010er                                 | 2010er                                 | 2010er                                 | 2010er                                 | 2010er                                 | 2010er                                 | 2010er                                 | 2010er                                 | 2020er                                 | 2020er                                 | 2020er                                 | 2020er                                 | 2020er                                 | 2020er                                 | 2020er                                 | 2020er                                 | 2020er                                 | 2020er                                 | 2020er                                 | 2020er                                 |
| Stimmlage                              | 5                                      | 5                                      | 6                                      | 6                                      | 7                                      | 7                                      | 8                                      | 8                                      | 9                                      | 9                                      | 0                                      | 0                                      | 1                                      | 1                                      | 2                                      | 2                                      | 3                                      | 3                                      | 4                                      | 4                                      | 5                                      | 5                                      | 6                                      | 6                                      | 7                                      | 7                                      | 8                                      | 8                                      | 9                                      | 9                                      | 0                                      | 0                                      | 1                                      | 1                                      | 2                                      | 2                                      | 3                                      | 3                                      | 4                                      | 4                                      | 5                                      | 5                                      | 6                                      | 6                                      | 7                                      | 7                                      | 8                                      | 8                                      | 9                                      | 9                                      | 0                                      | 0                                      | 1                                      | 1                                      | 2                                      | 2                                      | 3                                      | 3                                      | 4                                      | 4                                      | 5                                      | 5                                      | 6                                      | 6                                      | 7                                      | 7                                      | 8                                      | 8                                      | 9                                      | 9                                      | 0                                      | 0                                      | 1                                      | 1                                      | 2                                      | 2                                      | 3                                      | 3                                      | 4                                      | 4                                      | 5                                      | 5                                      | 6                                      | 6                                      | 7                                      | 7                                      | 8                                      | 8                                      | 9                                      | 9                                      | 0                                      | 0                                      | 1                                      | 1                                      | 2                                      | 2                                      | 3                                      | 3                                      | 4                                      | 4                                      | 5                                      | 5                                      | 6                                      | 6                                      | 7                                      | 7                                      | 8                                      | 8                                      | 9                                      | 9                                      | 0                                      | 0                                      | 1                                      | 1                                      | 2                                      | 2                                      | 3                                      | 3                                      | 4                                      | 4                                      | 5                                      | 5                                      |
|                                        |                                        |                                        |                                        |                                        |                                        |                                        |                                        |                                        |                                        |                                        |                                        |                                        |                                        |                                        |                                        |                                        |                                        |                                        |                                        |                                        |                                        |                                        |                                        |                                        |                                        |                                        |                                        |                                        |                                        |                                        |                                        |                                        |                                        |                                        |                                        |                                        |                                        |                                        |                                        |                                        |                                        |                                        |                                        |                                        |                                        |                                        |                                        |                                        |                                        |                                        |                                        |                                        |                                        |                                        |                                        |                                        |                                        |                                        |                                        |                                        |                                        |                                        |                                        |                                        |                                        |                                        |                                        |                                        |                                        |                                        |                                        |                                        |                                        |                                        |                                        |                                        |                                        |                                        |                                        |                                        |                                        |                                        |                                        |                                        |                                        |                                        |                                        |                                        |                                        |                                        |                                        |                                        |                                        |                                        |                                        |                                        |                                        |                                        |                                        |                                        |                                        |                                        |                                        |                                        |                                        |                                        |                                        |                                        |                                        |                                        |                                        |                                        |                                        |                                        |                                        |                                        |                                        |                                        |                                        |                                        |                                        |                                        |
| Countertenor 1                         | Martin Lane*                           | Martin Lane*                           | Martin Lane*                           | Martin Lane*                           | Martin Lane*                           | Martin Lane*                           | Martin Lane*                           | Martin Lane*                           | Nigel Perrin                           | Nigel Perrin                           | Nigel Perrin                           | Nigel Perrin                           | Nigel Perrin                           | Nigel Perrin                           | Nigel Perrin                           | Nigel Perrin                           | Nigel Perrin                           | Nigel Perrin                           | Nigel Perrin                           | Nigel Perrin                           | Nigel Perrin                           | Nigel Perrin                           | Nigel Perrin                           | Nigel Perrin                           | Nigel Perrin                           | Nigel Perrin                           | Nigel Perrin                           | Nigel Perrin                           | Nigel Perrin                           | Nigel Perrin                           | Nigel Perrin                           | Jeremy Jackman                         | Jeremy Jackman                         | Jeremy Jackman                         | Jeremy Jackman                         | Jeremy Jackman                         | Jeremy Jackman                         | Jeremy Jackman                         | Jeremy Jackman                         | Jeremy Jackman                         | Jeremy Jackman                         | Jeremy Jackman                         | Jeremy Jackman                         | Jeremy Jackman                         | Jeremy Jackman                         | Jeremy Jackman                         | Jeremy Jackman                         | Jeremy Jackman                         | Jeremy Jackman                         | Jeremy Jackman                         | David Hurley                           | David Hurley                           | David Hurley                           | David Hurley                           | David Hurley                           | David Hurley                           | David Hurley                           | David Hurley                           | David Hurley                           | David Hurley                           | David Hurley                           | David Hurley                           | David Hurley                           | David Hurley                           | David Hurley                           | David Hurley                           | David Hurley                           | David Hurley                           | David Hurley                           | David Hurley                           | David Hurley                           | David Hurley                           | David Hurley                           | David Hurley                           | David Hurley                           | David Hurley                           | David Hurley                           | David Hurley                           | David Hurley                           | David Hurley                           | David Hurley                           | David Hurley                           | David Hurley                           | David Hurley                           | David Hurley                           | David Hurley                           | David Hurley                           | David Hurley                           | David Hurley                           | David Hurley                           | David Hurley                           | David Hurley                           | David Hurley                           | David Hurley                           | David Hurley                           | David Hurley                           | David Hurley                           | David Hurley                           | David Hurley                           | David Hurley                           | David Hurley                           | David Hurley                           | David Hurley                           | Patrick Dunachie                       | Patrick Dunachie                       | Patrick Dunachie                       | Patrick Dunachie                       | Patrick Dunachie                       | Patrick Dunachie                       | Patrick Dunachie                       | Patrick Dunachie                       | Patrick Dunachie                       | Patrick Dunachie                       | Patrick Dunachie                       | Patrick Dunachie                       | Patrick Dunachie                       | Patrick Dunachie                       | Patrick Dunachie                       | Patrick Dunachie                       | Patrick Dunachie                       | Patrick Dunachie                       | Patrick Dunachie                       |
|                                        |                                        |                                        |                                        |                                        |                                        |                                        |                                        |                                        |                                        |                                        |                                        |                                        |                                        |                                        |                                        |                                        |                                        |                                        |                                        |                                        |                                        |                                        |                                        |                                        |                                        |                                        |                                        |                                        |                                        |                                        |                                        |                                        |                                        |                                        |                                        |                                        |                                        |                                        |                                        |                                        |                                        |                                        |                                        |                                        |                                        |                                        |                                        |                                        |                                        |                                        |                                        |                                        |                                        |                                        |                                        |                                        |                                        |                                        |                                        |                                        |                                        |                                        |                                        |                                        |                                        |                                        |                                        |                                        |                                        |                                        |                                        |                                        |                                        |                                        |                                        |                                        |                                        |                                        |                                        |                                        |                                        |                                        |                                        |                                        |                                        |                                        |                                        |                                        |                                        |                                        |                                        |                                        |                                        |                                        |                                        |                                        |                                        |                                        |                                        |                                        |                                        |                                        |                                        |                                        |                                        |                                        |                                        |                                        |                                        |                                        |                                        |                                        |                                        |                                        |                                        |                                        |                                        |                                        |                                        |                                        |                                        |                                        |
| Countertenor 2                         | Alastair Hume                          | Alastair Hume                          | Alastair Hume                          | Alastair Hume                          | Alastair Hume                          | Alastair Hume                          | Alastair Hume                          | Alastair Hume                          | Alastair Hume                          | Alastair Hume                          | Alastair Hume                          | Alastair Hume                          | Alastair Hume                          | Alastair Hume                          | Alastair Hume                          | Alastair Hume                          | Alastair Hume                          | Alastair Hume                          | Alastair Hume                          | Alastair Hume                          | Alastair Hume                          | Alastair Hume                          | Alastair Hume                          | Alastair Hume                          | Alastair Hume                          | Alastair Hume                          | Alastair Hume                          | Alastair Hume                          | Alastair Hume                          | Alastair Hume                          | Alastair Hume                          | Alastair Hume                          | Alastair Hume                          | Alastair Hume                          | Alastair Hume                          | Alastair Hume                          | Alastair Hume                          | Alastair Hume                          | Alastair Hume                          | Alastair Hume                          | Alastair Hume                          | Alastair Hume                          | Alastair Hume                          | Alastair Hume                          | Alastair Hume                          | Alastair Hume                          | Alastair Hume                          | Alastair Hume                          | Alastair Hume                          | Alastair Hume                          | Alastair Hume                          | Alastair Hume                          | Alastair Hume                          | Alastair Hume                          | Alastair Hume                          | Alastair Hume                          | Alastair Hume                          | Alastair Hume                          | Nigel Short                            | Nigel Short                            | Nigel Short                            | Nigel Short                            | Nigel Short                            | Nigel Short                            | Nigel Short                            | Nigel Short                            | Nigel Short                            | Nigel Short                            | Nigel Short                            | Nigel Short                            | Nigel Short                            | Nigel Short                            | Robin Tyson                            | Robin Tyson                            | Robin Tyson                            | Robin Tyson                            | Robin Tyson                            | Robin Tyson                            | Robin Tyson                            | Robin Tyson                            | Robin Tyson                            | Robin Tyson                            | Robin Tyson                            | Robin Tyson                            | Robin Tyson                            | Robin Tyson                            | Robin Tyson                            | Robin Tyson                            | Timothy Wayne-Wright                   | Timothy Wayne-Wright                   | Timothy Wayne-Wright                   | Timothy Wayne-Wright                   | Timothy Wayne-Wright                   | Timothy Wayne-Wright                   | Timothy Wayne-Wright                   | Timothy Wayne-Wright                   | Timothy Wayne-Wright                   | Timothy Wayne-Wright                   | Timothy Wayne-Wright                   | Timothy Wayne-Wright                   | Timothy Wayne-Wright                   | Timothy Wayne-Wright                   | Timothy Wayne-Wright                   | Timothy Wayne-Wright                   | Timothy Wayne-Wright                   | Timothy Wayne-Wright                   | Timothy Wayne-Wright                   | Timothy Wayne-Wright                   | Edward Button                          | Edward Button                          | Edward Button                          | Edward Button                          | Edward Button                          | Edward Button                          | Edward Button                          | Edward Button                          | Edward Button                          | Edward Button                          | Edward Button                          | Edward Button                          | Edward Button                          | Edward Button                          |
|                                        |                                        |                                        |                                        |                                        |                                        |                                        |                                        |                                        |                                        |                                        |                                        |                                        |                                        |                                        |                                        |                                        |                                        |                                        |                                        |                                        |                                        |                                        |                                        |                                        |                                        |                                        |                                        |                                        |                                        |                                        |                                        |                                        |                                        |                                        |                                        |                                        |                                        |                                        |                                        |                                        |                                        |                                        |                                        |                                        |                                        |                                        |                                        |                                        |                                        |                                        |                                        |                                        |                                        |                                        |                                        |                                        |                                        |                                        |                                        |                                        |                                        |                                        |                                        |                                        |                                        |                                        |                                        |                                        |                                        |                                        |                                        |                                        |                                        |                                        |                                        |                                        |                                        |                                        |                                        |                                        |                                        |                                        |                                        |                                        |                                        |                                        |                                        |                                        |                                        |                                        |                                        |                                        |                                        |                                        |                                        |                                        |                                        |                                        |                                        |                                        |                                        |                                        |                                        |                                        |                                        |                                        |                                        |                                        |                                        |                                        |                                        |                                        |                                        |                                        |                                        |                                        |                                        |                                        |                                        |                                        |                                        |                                        |
| Tenor                                  | Alastair Thompson                      | Alastair Thompson                      | Alastair Thompson                      | Alastair Thompson                      | Alastair Thompson                      | Alastair Thompson                      | Alastair Thompson                      | Alastair Thompson                      | Alastair Thompson                      | Alastair Thompson                      | Alastair Thompson                      | Alastair Thompson                      | Alastair Thompson                      | Alastair Thompson                      | Alastair Thompson                      | Alastair Thompson                      | Alastair Thompson                      | Alastair Thompson                      | Alastair Thompson                      | Alastair Thompson                      | Alastair Thompson                      | Alastair Thompson                      | Alastair Thompson                      | Alastair Thompson                      | Alastair Thompson                      | Alastair Thompson                      | Alastair Thompson                      | Bill Ives                              | Bill Ives                              | Bill Ives                              | Bill Ives                              | Bill Ives                              | Bill Ives                              | Bill Ives                              | Bill Ives                              | Bill Ives                              | Bill Ives                              | Bill Ives                              | Bill Ives                              | Bill Ives                              | Bill Ives                              | Bob Chilcott                           | Bob Chilcott                           | Bob Chilcott                           | Bob Chilcott                           | Bob Chilcott                           | Bob Chilcott                           | Bob Chilcott                           | Bob Chilcott                           | Bob Chilcott                           | Bob Chilcott                           | Bob Chilcott                           | Bob Chilcott                           | Bob Chilcott                           | Bob Chilcott                           | Bob Chilcott                           | Bob Chilcott                           | Bob Chilcott                           | Bob Chilcott                           | Bob Chilcott                           | Bob Chilcott                           | Bob Chilcott                           | Bob Chilcott                           | Bob Chilcott                           | Bob Chilcott                           | Paul Phoenix                           | Paul Phoenix                           | Paul Phoenix                           | Paul Phoenix                           | Paul Phoenix                           | Paul Phoenix                           | Paul Phoenix                           | Paul Phoenix                           | Paul Phoenix                           | Paul Phoenix                           | Paul Phoenix                           | Paul Phoenix                           | Paul Phoenix                           | Paul Phoenix                           | Paul Phoenix                           | Paul Phoenix                           | Paul Phoenix                           | Paul Phoenix                           | Paul Phoenix                           | Paul Phoenix                           | Paul Phoenix                           | Paul Phoenix                           | Paul Phoenix                           | Paul Phoenix                           | Paul Phoenix                           | Paul Phoenix                           | Paul Phoenix                           | Paul Phoenix                           | Paul Phoenix                           | Paul Phoenix                           | Paul Phoenix                           | Paul Phoenix                           | Paul Phoenix                           | Paul Phoenix                           | Julian Gregory                         | Julian Gregory                         | Julian Gregory                         | Julian Gregory                         | Julian Gregory                         | Julian Gregory                         | Julian Gregory                         | Julian Gregory                         | Julian Gregory                         | Julian Gregory                         | Julian Gregory                         | Julian Gregory                         | Julian Gregory                         | Julian Gregory                         | Julian Gregory                         | Julian Gregory                         | Julian Gregory                         | Julian Gregory                         | Julian Gregory                         | Julian Gregory                         | Julian Gregory                         | Julian Gregory                         | Julian Gregory                         |
|                                        |                                        |                                        |                                        |                                        |                                        |                                        |                                        |                                        |                                        |                                        |                                        |                                        |                                        |                                        |                                        |                                        |                                        |                                        |                                        |                                        |                                        |                                        |                                        |                                        |                                        |                                        |                                        |                                        |                                        |                                        |                                        |                                        |                                        |                                        |                                        |                                        |                                        |                                        |                                        |                                        |                                        |                                        |                                        |                                        |                                        |                                        |                                        |                                        |                                        |                                        |                                        |                                        |                                        |                                        |                                        |                                        |                                        |                                        |                                        |                                        |                                        |                                        |                                        |                                        |                                        |                                        |                                        |                                        |                                        |                                        |                                        |                                        |                                        |                                        |                                        |                                        |                                        |                                        |                                        |                                        |                                        |                                        |                                        |                                        |                                        |                                        |                                        |                                        |                                        |                                        |                                        |                                        |                                        |                                        |                                        |                                        |                                        |                                        |                                        |                                        |                                        |                                        |                                        |                                        |                                        |                                        |                                        |                                        |                                        |                                        |                                        |                                        |                                        |                                        |                                        |                                        |                                        |                                        |                                        |                                        |                                        |                                        |
| Bariton 1                              | Richard Salter**                       | Richard Salter**                       | Richard Salter**                       | Richard Salter**                       | Richard Salter**                       | Richard Salter**                       | Richard Salter**                       | Richard Salter**                       | Anthony Holt                           | Anthony Holt                           | Anthony Holt                           | Anthony Holt                           | Anthony Holt                           | Anthony Holt                           | Anthony Holt                           | Anthony Holt                           | Anthony Holt                           | Anthony Holt                           | Anthony Holt                           | Anthony Holt                           | Anthony Holt                           | Anthony Holt                           | Anthony Holt                           | Anthony Holt                           | Anthony Holt                           | Anthony Holt                           | Anthony Holt                           | Anthony Holt                           | Anthony Holt                           | Anthony Holt                           | Anthony Holt                           | Anthony Holt                           | Anthony Holt                           | Anthony Holt                           | Anthony Holt                           | Anthony Holt                           | Anthony Holt                           | Anthony Holt                           | Anthony Holt                           | Anthony Holt                           | Anthony Holt                           | Anthony Holt                           | Anthony Holt                           | Anthony Holt                           | Anthony Holt                           | Anthony Holt                           | Bruce Russell                          | Bruce Russell                          | Bruce Russell                          | Bruce Russell                          | Bruce Russell                          | Bruce Russell                          | Bruce Russell                          | Bruce Russell                          | Bruce Russell                          | Bruce Russell                          | Bruce Russell                          | Bruce Russell                          | Bruce Russell                          | Bruce Russell                          | Bruce Russell                          | Bruce Russell                          | Philip Lawson                          | Philip Lawson                          | Philip Lawson                          | Philip Lawson                          | Philip Lawson                          | Philip Lawson                          | Philip Lawson                          | Philip Lawson                          | Philip Lawson                          | Philip Lawson                          | Philip Lawson                          | Philip Lawson                          | Philip Lawson                          | Philip Lawson                          | Philip Lawson                          | Philip Lawson                          | Philip Lawson                          | Philip Lawson                          | Philip Lawson                          | Philip Lawson                          | Philip Lawson                          | Philip Lawson                          | Philip Lawson                          | Philip Lawson                          | Philip Lawson                          | Philip Lawson                          | Philip Lawson                          | Philip Lawson                          | Philip Lawson                          | Philip Lawson                          | Philip Lawson                          | Philip Lawson                          | Christopher Bruerton                   | Christopher Bruerton                   | Christopher Bruerton                   | Christopher Bruerton                   | Christopher Bruerton                   | Christopher Bruerton                   | Christopher Bruerton                   | Christopher Bruerton                   | Christopher Bruerton                   | Christopher Bruerton                   | Christopher Bruerton                   | Christopher Bruerton                   | Christopher Bruerton                   | Christopher Bruerton                   | Christopher Bruerton                   | Christopher Bruerton                   | Christopher Bruerton                   | Christopher Bruerton                   | Christopher Bruerton                   | Christopher Bruerton                   | Christopher Bruerton                   | Christopher Bruerton                   | Christopher Bruerton                   | Christopher Bruerton                   | Christopher Bruerton                   | Christopher Bruerton                   | Christopher Bruerton                   | Christopher Bruerton                   |
|                                        |                                        |                                        |                                        |                                        |                                        |                                        |                                        |                                        |                                        |                                        |                                        |                                        |                                        |                                        |                                        |                                        |                                        |                                        |                                        |                                        |                                        |                                        |                                        |                                        |                                        |                                        |                                        |                                        |                                        |                                        |                                        |                                        |                                        |                                        |                                        |                                        |                                        |                                        |                                        |                                        |                                        |                                        |                                        |                                        |                                        |                                        |                                        |                                        |                                        |                                        |                                        |                                        |                                        |                                        |                                        |                                        |                                        |                                        |                                        |                                        |                                        |                                        |                                        |                                        |                                        |                                        |                                        |                                        |                                        |                                        |                                        |                                        |                                        |                                        |                                        |                                        |                                        |                                        |                                        |                                        |                                        |                                        |                                        |                                        |                                        |                                        |                                        |                                        |                                        |                                        |                                        |                                        |                                        |                                        |                                        |                                        |                                        |                                        |                                        |                                        |                                        |                                        |                                        |                                        |                                        |                                        |                                        |                                        |                                        |                                        |                                        |                                        |                                        |                                        |                                        |                                        |                                        |                                        |                                        |                                        |                                        |                                        |
| Bariton 2                              | Simon Carrington                       | Simon Carrington                       | Simon Carrington                       | Simon Carrington                       | Simon Carrington                       | Simon Carrington                       | Simon Carrington                       | Simon Carrington                       | Simon Carrington                       | Simon Carrington                       | Simon Carrington                       | Simon Carrington                       | Simon Carrington                       | Simon Carrington                       | Simon Carrington                       | Simon Carrington                       | Simon Carrington                       | Simon Carrington                       | Simon Carrington                       | Simon Carrington                       | Simon Carrington                       | Simon Carrington                       | Simon Carrington                       | Simon Carrington                       | Simon Carrington                       | Simon Carrington                       | Simon Carrington                       | Simon Carrington                       | Simon Carrington                       | Simon Carrington                       | Simon Carrington                       | Simon Carrington                       | Simon Carrington                       | Simon Carrington                       | Simon Carrington                       | Simon Carrington                       | Simon Carrington                       | Simon Carrington                       | Simon Carrington                       | Simon Carrington                       | Simon Carrington                       | Simon Carrington                       | Simon Carrington                       | Simon Carrington                       | Simon Carrington                       | Simon Carrington                       | Simon Carrington                       | Simon Carrington                       | Simon Carrington                       | Simon Carrington                       | Simon Carrington                       | Simon Carrington                       | Simon Carrington                       | Simon Carrington                       | Simon Carrington                       | Simon Carrington                       | Simon Carrington                       | Simon Carrington                       | Philip Lawson                          | Philip Lawson                          | Philip Lawson                          | Philip Lawson                          | Gabriel Crouch                         | Gabriel Crouch                         | Gabriel Crouch                         | Gabriel Crouch                         | Gabriel Crouch                         | Gabriel Crouch                         | Gabriel Crouch                         | Gabriel Crouch                         | Gabriel Crouch                         | Gabriel Crouch                         | Gabriel Crouch                         | Gabriel Crouch                         | Gabriel Crouch                         | Gabriel Crouch                         | Gabriel Crouch                         | Gabriel Crouch                         | Christopher Gabbitas                   | Christopher Gabbitas                   | Christopher Gabbitas                   | Christopher Gabbitas                   | Christopher Gabbitas                   | Christopher Gabbitas                   | Christopher Gabbitas                   | Christopher Gabbitas                   | Christopher Gabbitas                   | Christopher Gabbitas                   | Christopher Gabbitas                   | Christopher Gabbitas                   | Christopher Gabbitas                   | Christopher Gabbitas                   | Christopher Gabbitas                   | Christopher Gabbitas                   | Christopher Gabbitas                   | Christopher Gabbitas                   | Christopher Gabbitas                   | Christopher Gabbitas                   | Christopher Gabbitas                   | Christopher Gabbitas                   | Christopher Gabbitas                   | Christopher Gabbitas                   | Christopher Gabbitas                   | Christopher Gabbitas                   | Christopher Gabbitas                   | Christopher Gabbitas                   | Christopher Gabbitas                   | Christopher Gabbitas                   | Nick Ashby                             | Nick Ashby                             | Nick Ashby                             | Nick Ashby                             | Nick Ashby                             | Nick Ashby                             | Nick Ashby                             | Nick Ashby                             | Nick Ashby                             | Nick Ashby                             | Nick Ashby                             | Nick Ashby                             | Nick Ashby                             | Nick Ashby                             |
|                                        |                                        |                                        |                                        |                                        |                                        |                                        |                                        |                                        |                                        |                                        |                                        |                                        |                                        |                                        |                                        |                                        |                                        |                                        |                                        |                                        |                                        |                                        |                                        |                                        |                                        |                                        |                                        |                                        |                                        |                                        |                                        |                                        |                                        |                                        |                                        |                                        |                                        |                                        |                                        |                                        |                                        |                                        |                                        |                                        |                                        |                                        |                                        |                                        |                                        |                                        |                                        |                                        |                                        |                                        |                                        |                                        |                                        |                                        |                                        |                                        |                                        |                                        |                                        |                                        |                                        |                                        |                                        |                                        |                                        |                                        |                                        |                                        |                                        |                                        |                                        |                                        |                                        |                                        |                                        |                                        |                                        |                                        |                                        |                                        |                                        |                                        |                                        |                                        |                                        |                                        |                                        |                                        |                                        |                                        |                                        |                                        |                                        |                                        |                                        |                                        |                                        |                                        |                                        |                                        |                                        |                                        |                                        |                                        |                                        |                                        |                                        |                                        |                                        |                                        |                                        |                                        |                                        |                                        |                                        |                                        |                                        |                                        |
| Bass                                   | Brian Kay                              | Brian Kay                              | Brian Kay                              | Brian Kay                              | Brian Kay                              | Brian Kay                              | Brian Kay                              | Brian Kay                              | Brian Kay                              | Brian Kay                              | Brian Kay                              | Brian Kay                              | Brian Kay                              | Brian Kay                              | Brian Kay                              | Brian Kay                              | Brian Kay                              | Brian Kay                              | Brian Kay                              | Brian Kay                              | Brian Kay                              | Brian Kay                              | Brian Kay                              | Brian Kay                              | Brian Kay                              | Brian Kay                              | Brian Kay                              | Brian Kay                              | Brian Kay                              | Brian Kay                              | Brian Kay                              | Brian Kay                              | Brian Kay                              | Brian Kay                              | Brian Kay                              | Colin Mason                            | Colin Mason                            | Colin Mason                            | Colin Mason                            | Colin Mason                            | Colin Mason                            | Colin Mason                            | Colin Mason                            | Colin Mason                            | Colin Mason                            | Stephen Connolly                       | Stephen Connolly                       | Stephen Connolly                       | Stephen Connolly                       | Stephen Connolly                       | Stephen Connolly                       | Stephen Connolly                       | Stephen Connolly                       | Stephen Connolly                       | Stephen Connolly                       | Stephen Connolly                       | Stephen Connolly                       | Stephen Connolly                       | Stephen Connolly                       | Stephen Connolly                       | Stephen Connolly                       | Stephen Connolly                       | Stephen Connolly                       | Stephen Connolly                       | Stephen Connolly                       | Stephen Connolly                       | Stephen Connolly                       | Stephen Connolly                       | Stephen Connolly                       | Stephen Connolly                       | Stephen Connolly                       | Stephen Connolly                       | Stephen Connolly                       | Stephen Connolly                       | Stephen Connolly                       | Stephen Connolly                       | Stephen Connolly                       | Stephen Connolly                       | Stephen Connolly                       | Stephen Connolly                       | Stephen Connolly                       | Stephen Connolly                       | Stephen Connolly                       | Stephen Connolly                       | Stephen Connolly                       | Stephen Connolly                       | Stephen Connolly                       | Stephen Connolly                       | Stephen Connolly                       | Stephen Connolly                       | Stephen Connolly                       | Jonathan Howard                        | Jonathan Howard                        | Jonathan Howard                        | Jonathan Howard                        | Jonathan Howard                        | Jonathan Howard                        | Jonathan Howard                        | Jonathan Howard                        | Jonathan Howard                        | Jonathan Howard                        | Jonathan Howard                        | Jonathan Howard                        | Jonathan Howard                        | Jonathan Howard                        | Jonathan Howard                        | Jonathan Howard                        | Jonathan Howard                        | Jonathan Howard                        | Jonathan Howard                        | Jonathan Howard                        | Jonathan Howard                        | Jonathan Howard                        | Jonathan Howard                        | Jonathan Howard                        | Jonathan Howard                        | Jonathan Howard                        | Jonathan Howard                        | Jonathan Howard                        | Jonathan Howard                        | Piers Connor Kennedy                   | Piers Connor Kennedy                   |

* Nach Martin Lanes Erkrankung haben folgende Personen temporär die Position des ersten Countertenors eingenommen: Felicity Palmer, Eleanor Capp und Caryl Newnham (Soprane) sowie James Bowman und Richard Baker (Countertenöre).
** Nach Richard Salters Ausscheiden hat Nigel Beavan zwischenzeitlich seine Position eingenommen.
Alle unterhalb der Tabelle aufgeführten Vertretungen werden nicht als vollwertige und offizielle Mitglieder des Ensembles geführt. Aus diesem Grund wird als Anzahl bisheriger King’s-Singers-Mitglieder in der Regel 28 angegeben. Daraus ergibt sich eine durchschnittliche Verweildauer von ca. 11 Jahren pro Mitglied im Ensemble seit der offiziellen Gründung im Jahr 1968.

## Aktivitäten ehemaliger Mitglieder
Viele ehemalige Mitglieder der King’s Singers arbeiten weiterhin im Bereich der (Chor-)Musik, so zum Beispiel Countertenor Nigel Short mit Tenebrae, Bariton Gabriel Crouch als Dozent an einer US-amerikanischen Universität, Bariton Simon Carrington als Professor an der Yale University (USA), und Tenor Bob Chilcott sowie Bariton Philip Lawson als Komponist und Arrangeur.

## Diskografie
Die King’s Singers besitzen heute eine Diskographie von über 150 Bild- und Tonträgern. Die folgende Übersicht gibt einen Einblick in diese umfangreiche Sammlung.
King’s-Singers-Alben (ohne Best-of-Alben)
| 1970er | 1970er                                          | 1970er                                        | 1970er                                                                          | 1970er     | 1970er |
| Jahr   | Titel                                           | Besetzung                                     | Begleitung                                                                      | Label      | Format |
| ------ | ----------------------------------------------- | --------------------------------------------- | ------------------------------------------------------------------------------- | ---------- | ------ |
| 1971   | Encore                                          | Perrin, Hume, Thompson, Holt, Carrington, Kay | Gordon Langford Trio                                                            | Musik-Club | LP     |
| 1972   | History of Scottish music                       | Perrin, Hume, Thompson, Holt, Carrington, Kay | Kenneth Elliott                                                                 |            | LP     |
| 1972   | The King’s Singers                              | Perrin, Hume, Thompson, Holt, Carrington, Kay |                                                                                 | EMI        | LP     |
| 1972   | Captain Noah and his floating zoo               | Perrin, Hume, Thompson, Holt, Carrington, Kay | Joseph Horovitz, Daryl Runswick, Roy Jones, Steve Gray, Brian Odges, Alf Bigden | Vocalion   | LP     |
| 1973   | A french collection                             | Perrin, Hume, Thompson, Holt, Carrington, Kay |                                                                                 | MMG        | LP     |
| 1973   | Deck the Hall: Songs for Christmas              | Perrin, Hume, Thompson, Holt, Carrington, Kay |                                                                                 | MMG        | LP, CD |
| 1974   | Madrigal Collection                             | Perrin, Hume, Thompson, Holt, Carrington, Kay |                                                                                 | EMI        | LP     |
| 1974   | Out of the blue                                 | Perrin, Hume, Thompson, Holt, Carrington, Kay |                                                                                 | EMI        | LP     |
| 1975   | Contemporary collection                         | Perrin, Hume, Thompson, Holt, Carrington, Kay |                                                                                 | MMG        | LP     |
| 1975   | Keep on changing                                | Perrin, Hume, Thompson, Holt, Carrington, Kay |                                                                                 | EMI        | LP     |
| 1975   | Lollipops                                       | Perrin, Hume, Thompson, Holt, Carrington, Kay |                                                                                 | EMI        | LP     |
| 1976   | A Capella                                       | Perrin, Hume, Thompson, Holt, Carrington, Kay |                                                                                 | Aves       | LP     |
| 1976   | Both sides of the King’s Singers                | Perrin, Hume, Thompson, Holt, Carrington, Kay |                                                                                 |            | LP     |
| 1976   | Concert collection                              | Perrin, Hume, Thompson, Holt, Carrington, Kay |                                                                                 | MMG        | LP     |
| 1976   | The King’s Singers                              | Perrin, Hume, Thompson, Holt, Carrington, Kay |                                                                                 |            | LP     |
| 1976   | The King’s Singers swing                        | Perrin, Hume, Thompson, Holt, Carrington, Kay |                                                                                 | Aves       | LP     |
| 1977   | Pantomime                                       | Perrin, Hume, Thompson, Holt, Carrington, Kay |                                                                                 | Aves       | LP     |
| 1977   | Tallis: Lamentations of Jeremiah / Byrd: Motets | Perrin, Hume, Thompson, Holt, Carrington, Kay |                                                                                 |            | LP     |
| 1978   | 10 th Anniversary Concert Vol. 1                | Perrin, Hume, Thompson, Holt, Carrington, Kay |                                                                                 | MMG        | LP     |
| 1978   | 10 th Anniversary Concert Vol. 2                | Perrin, Hume, Thompson, Holt, Carrington, Kay |                                                                                 | MMG        | LP     |
| 1978   | Continental collection                          | Perrin, Hume, Thompson, Holt, Carrington, Kay |                                                                                 | MMG        | LP     |
| 1978   | Die King’s Singers singen deutsche Volkslieder  | Perrin, Hume, Thompson, Holt, Carrington, Kay |                                                                                 | Aves       | LP     |
| 1978   | Tempus fugit                                    | Perrin, Hume, Thompson, Holt, Carrington, Kay |                                                                                 | EMI        | LP     |
| 1979   | Atlantic bridge                                 | Perrin, Hume, Ives, Holt, Carrington, Kay     |                                                                                 | MMG        | LP     |

| 1980er | 1980er                                                  | 1980er                                                     | 1980er                                                       | 1980er             | 1980er |
| Jahr   | Titel                                                   | Besetzung                                                  | Begleitung                                                   | Label              | Format |
| ------ | ------------------------------------------------------- | ---------------------------------------------------------- | ------------------------------------------------------------ | ------------------ | ------ |
| 1980   | This is The King’s Singers                              | Perrin, Hume, Thompson/Ives, Holt, Carrington, Kay         |                                                              | EMI                | LP     |
| 1980   | A capella, too                                          | Perrin, Hume, Ives, Holt, Carrington, Kay                  |                                                              | Aves               | LP     |
| 1980   | Festliche Weihnacht mit den King’s Singers              | Perrin, Hume, Ives, Holt, Carrington, Kay                  | City of London Sinfonia                                      | Aves               | LP, CD |
| 1980   | Victorian Collection                                    | Perrin, Hume, Ives, Holt, Carrington, Kay                  |                                                              | EMI                | LP     |
| 1980   | New Day                                                 | Perrin/Jackman, Hume, Ives, Holt, Carrington, Kay          |                                                              | EMI                | LP     |
| 1981   | Die King’s Singers singen deutsche Volkslieder, Folge 2 | Perrin/Jackman, Hume, Ives, Holt, Carrington, Kay          |                                                              | Aves               | LP     |
| 1981   | A portrait of the King’s Singers                        | Perrin, Hume, Thompson/Ives, Holt, Carrington, Kay         |                                                              | EMI                | LP, CD |
| 1981   | Believe in music                                        | Jackman, Hume, Ives, Holt, Carrington, Kay                 | Goff Richards, Paul Hart, Chris Walker                       | Aves               | LP     |
| 1982   | For your pleasure                                       | Perrin, Hume, Thompson, Holt, Carrington, Kay              |                                                              | Music for Pleasure | LP     |
| 1982   | Sing we and chant it                                    | Jackman, Hume, Ives, Holt, Carrington, Kay                 |                                                              | EMI                | LP     |
| 1983   | By Request                                              | Perrin/Jackman, Hume, Thompson/Ives, Holt, Carrington, Kay |                                                              | MMG                | LP, CD |
| 1983   | Madrigal History Tour                                   | Jackman, Hume, Ives, Holt, Carrington, Mason               | Consort of Musicke                                           | EMI                | LP     |
| 1983   | Three musical fables                                    | Jackman, Hume, Ives, Holt, Carrington, Mason               | Cambridge Singers, City of London Sinfonia                   | Collegium Records  | LP, CD |
| 1985   | A tribute to the Comedian Harmonists                    | Jackman, Hume, Ives, Holt, Carrington, Mason               | Emil Gerhardt                                                | EMI                | LP, CD |
| 1985   | Watching the white wheat                                | Jackman, Hume, Ives, Holt, Carrington, Mason               |                                                              | EMI                | CD     |
| 1986   | A la française                                          | Jackman, Hume, Chilcott, Holt, Carrington, Mason           | Howard Shelley, Hilary MacNamara, Scottish Chamber Orchestra | EMI                | CD     |
| 1986   | Kids' stuff                                             | Jackman, Hume, Chilcott, Holt, Carrington, Mason           | Judi Dench                                                   | EMI                | CD     |
| 1986   | The Beatles Connection                                  | Jackman, Hume, Chilcott, Holt, Carrington, Mason           |                                                              | EMI                | CD     |
| 1987   | My spirit sang all day                                  | Jackman, Hume, Chilcott, Holt, Carrington, Mason           |                                                              | EMI                | CD     |
| 1988   | To all things a season                                  | Jackman, Hume, Chilcott, Holt, Carrington, Mason           |                                                              | EMI                | CD     |
| 1988   | How excellent is Thy name: Sacred music of Lassus       | Jackman, Hume, Chilcott, Carrington, Mason, Connolly       |                                                              | EMI                | CD     |
| 1989   | A little Christmas music                                | Jackman, Hume, Chilcott, Russell, Carrington, Connolly     | Kiri Te Kanawa, City of London Sinfonia                      | EMI                | CD     |
| 1989   | America                                                 | Jackman, Hume, Chilcott, Russell, Carrington, Connolly     | English Chamber Orchestra                                    | EMI                | CD     |
| 1989   | An der schönen blauen Donau                             | Jackman, Hume, Chilcott, Russell, Carrington, Connolly     | Sabine Meyer, Manuel Barrueco, Georg Hartnagel               | EMI                | CD     |

| 1990er | 1990er                                       | 1990er                                                           | 1990er                                         | 1990er                   | 1990er |
| Jahr   | Titel                                        | Besetzung                                                        | Begleitung                                     | Label                    | Format |
| ------ | -------------------------------------------- | ---------------------------------------------------------------- | ---------------------------------------------- | ------------------------ | ------ |
| 1991   | Annie Laurie: Folksongs of the british isles | Hurley, Hume, Chilcott, Russell, Carrington, Connolly            | Manuel Barrueco, Nancy Hadden                  | EMI                      | CD     |
| 1991   | Get Happy                                    | Hurley, Hume, Chilcott, Russell, Carrington, Connolly            | George Shearing, Neil Swainson, John Harle     | EMI                      | CD     |
| 1991   | La dolce vita                                | Hurley, Hume, Chilcott, Russell, Carrington, Connolly            | Tragicomedia                                   | EMI                      | CD     |
| 1992   | Good Vibrations                              | Jackman/Hurley, Hume, Chilcott, Russell, Carrington, Connolly    |                                                | BMG                      | CD     |
| 1992   | Renaissance                                  | Hurley, Hume, Chilcott, Russell, Carrington, Connolly            |                                                | BMG                      | CD     |
| 1993   | Chanson d'amour                              | Hurley, Hume, Chilcott, Russell, Carrington, Connolly            |                                                | BMG                      | CD     |
| 1993   | Here's a Howdy Do!                           | Hurley, Hume, Chilcott, Russell, Carrington, Connolly            | Wild Ray Snurck, Mamadi Kamara, Chris Laurence | BMG                      | CD     |
| 1995   | English Renaissance                          | Hurley, Short, Chilcott, Russell, Lawson, Connolly               |                                                | BMG                      | CD     |
| 1996   | Sermons and devotions                        | Hurley, Short, Chilcott, Russell, Lawson, Connolly               |                                                | BMG                      | CD     |
| 1997   | Circle of Life                               | Hurley, Short, Chilcott, Russell, Lawson, Connolly               | Metropole Orkest                               | BMG                      | CD     |
| 1997   | Spirit Voices                                | Hurley, Short, Chilcott, Russell/Lawson, Lawson/Crouch, Connolly |                                                | BMG                      | CD     |
| 1997   | Nightsong                                    | Hurley, Short, Chilcott, Lawson, Crouch, Connolly                |                                                | BMG                      | CD     |
| 1997   | Street Songs                                 | Hurley, Short, Phoenix, Lawson, Crouch, Connolly                 | Evelyn Glennie, Stanley Glasser                | BMG                      | CD     |
| 1998   | Oberstdorfer Musiksommer 1997                | Hurley, Short, Chilcott, Lawson, Crouch, Connolly                |                                                | Oberstdorfer Musiksommer | CD     |
| 1999   | The Triumphs of Oriana Madrigals             | Hurley, Short, Phoenix, Lawson, Crouch, Connolly                 |                                                | Signum                   | CD     |

| 2000er | 2000er                                                              | 2000er                                             | 2000er                                              | 2000er       | 2000er |
| Jahr   | Titel                                                               | Besetzung                                          | Begleitung                                          | Label        | Format |
| ------ | ------------------------------------------------------------------- | -------------------------------------------------- | --------------------------------------------------- | ------------ | ------ |
| 2000   | Fire – Water                                                        | Hurley, Short, Phoenix, Lawson, Crouch, Connolly   | The Harp Consort, Andrew Lawrence-King              | BMG          | CD     |
| 2000   | Erich Kunzel Cincinnati Pops Orchestra Perform Music of the Beatles | Hurley, Short, Chilcott, Russell, Lawson, Connolly | Cincinnati Pops Orchestra                           | Telarc       | CD     |
| 2003   | Christmas                                                           | Hurley, Tyson, Phoenix, Lawson, Crouch, Connolly   |                                                     | Signum       | CD     |
| 2004   | Gesualdo, Tenebrae Responsories for Maundy Thursday                 | Hurley, Tyson, Phoenix, Lawson, Crouch, Connolly   |                                                     | Signum       | CD     |
| 2005   | 1605 – Treason and dischord, William Byrd and the Gunpowder Plot    | Hurley, Tyson, Phoenix, Lawson, Gabbitas, Connolly | Concordia Viol Consort, Sarah Baldock               | Signum       | CD     |
| 2005   | Sacred bridges                                                      | Hurley, Tyson, Phoenix, Lawson, Gabbitas, Connolly | Ensemble Sarband                                    | Signum       | CD     |
| 2005   | Six                                                                 | Hurley, Tyson, Phoenix, Lawson, Gabbitas, Connolly |                                                     | Signum       | CD     |
| 2006   | Landscape & time                                                    | Hurley, Tyson, Phoenix, Lawson, Gabbitas, Connolly |                                                     | Signum       | CD     |
| 2006   | Spem in alium                                                       | Hurley, Tyson, Phoenix, Lawson, Gabbitas, Connolly |                                                     | Signum       | CD     |
| 2007   | The Quiet Heart: Choral Essays Vol. 1                               | Hurley, Tyson, Phoenix, Lawson, Gabbitas, Connolly |                                                     | SP&S Ltd.    | CD     |
| 2008   | Live at the BBC Proms                                               | Hurley, Tyson, Phoenix, Lawson, Gabbitas, Connolly |                                                     | Signum       | CD     |
| 2008   | Reflections – Choral Essays Vol. 2                                  | Hurley, Tyson, Phoenix, Lawson, Gabbitas, Connolly |                                                     | SP&S Ltd.    | CD     |
| 2008   | Rejoice and be Merry                                                | Hurley, Tyson, Phoenix, Lawson, Gabbitas, Connolly | Mormon Tabernacle Choir, Orchestra at Temple Square | Deseret Book | CD     |
| 2008   | Simple gifts                                                        | Hurley, Tyson, Phoenix, Lawson, Gabbitas, Connolly |                                                     | Signum       | CD     |
| 2008   | The golden age – Siglo de oro                                       | Hurley, Tyson, Phoenix, Lawson, Gabbitas, Connolly | Keith Mc Gowan                                      | Signum       | CD     |
| 2009   | Romance du soir                                                     | Hurley, Tyson, Phoenix, Lawson, Gabbitas, Connolly |                                                     | Signum       | CD     |

| 2010er | 2010er                                                  | 2010er                                                           | 2010er                             | 2010er              | 2010er |
| Jahr   | Titel                                                   | Besetzung                                                        | Begleitung                         | Label               | Format |
| ------ | ------------------------------------------------------- | ---------------------------------------------------------------- | ---------------------------------- | ------------------- | ------ |
| 2010   | From the heart                                          | Hurley, Wayne-Wright, Phoenix, Lawson, Gabbitas, Connolly        |                                    | Signum              | CD     |
| 2010   | J.S.Bach: Christmas Oratorio                            | Hurley, Wayne-Wright, Phoenix, Lawson, Gabbitas, Connolly        | WDR Big Band Köln                  | Signum              | CD     |
| 2010   | Pachelbel Vespers                                       | Hurley, Wayne-Wright, Phoenix, Lawson, Gabbitas, Connolly        |                                    | Signum              | CD     |
| 2010   | Swimming over London                                    | Hurley, Wayne-Wright, Phoenix, Lawson, Gabbitas, Connolly        |                                    | Signum              | CD     |
| 2010   | In This Quiet Moment – Choral Essays Vol.3              | Hurley, Wayne-Wright, Phoenix, Lawson, Gabbitas, Howard          |                                    | SP&S Ltd.           | CD     |
| 2011   | High Flight                                             | Hurley, Wayne-Wright, Phoenix, Lawson, Gabbitas, Connolly/Howard | Concordia Choir                    | Signum              | CD     |
| 2011   | Joy to the world                                        | Hurley, Wayne-Wright, Phoenix, Lawson, Gabbitas, Howard          |                                    | Signum              | CD     |
| 2012   | Royal Rhymes & Rounds                                   | Hurley, Wayne-Wright, Phoenix, Lawson/Bruerton, Gabbitas, Howard |                                    | Signum              | CD     |
| 2012   | Pater Noster – A choral reflection on the Lord's prayer | Hurley, Wayne-Wright, Phoenix, Bruerton, Gabbitas, Howard        |                                    | Naxon               | CD     |
| 2013   | Jean Richafort: Requiem                                 | Hurley, Wayne-Wright, Phoenix, Bruerton, Gabbitas, Howard        |                                    | Signum              | CD     |
| 2013   | Great American Songbook                                 | Hurley, Wayne-Wright, Phoenix, Bruerton, Gabbitas, Howard        | Südjütländisches Sinfonieorchester | Signum              | CD     |
| 2013   | Let It Snow                                             | Hurley, Wayne-Wright, Phoenix, Bruerton, Gabbitas, Howard        | Albrecht Mayer                     | Deutsche Grammophon | CD     |
| 2014   | Postcards                                               | Hurley, Wayne-Wright, Phoenix, Bruerton, Gabbitas, Howard        |                                    | Signum              | CD     |
| 2015   | Il Trionfo Di Dori                                      | Hurley, Wayne-Wright, Phoenix, Bruerton, Gabbitas, Howard        |                                    | Signum              | CD     |
| 2015   | Christmas Presence                                      | Hurley, Wayne-Wright, Gregory, Bruerton, Gabbitas, Howard        | National Youth Chamber Choir       | Signum              | CD     |
| 2016   | How Fair Thou Art                                       | Hurley, Wayne-Wright, Gregory, Bruerton, Gabbitas, Howard        |                                    | Signum              | CD     |
| 2016   | Christmas Songbook                                      | Hurley, Wayne-Wright, Gregory, Bruerton, Gabbitas, Howard        |                                    | Signum              | CD     |
| 2017   | GOLD                                                    | Dunachie, Wayne-Wright, Gregory, Bruerton, Gabbitas, Howard      |                                    | Signum              | CD     |
| 2019   | The Library Vol. 1                                      | Dunachie, Button, Gregory, Bruerton, Ashby, Howard               |                                    | Signum              | CD     |

| 2020er | 2020er          | 2020er                                             | 2020er     | 2020er | 2020er |
| Jahr   | Titel           | Besetzung                                          | Begleitung | Label  | Format |
| ------ | --------------- | -------------------------------------------------- | ---------- | ------ | ------ |
| 2020   | Finding Harmony | Dunachie, Button, Gregory, Bruerton, Ashby, Howard |            | Signum | CD     |

## Filmografie
| Filmaufnahmen der King’s Singers | Filmaufnahmen der King’s Singers              | Filmaufnahmen der King’s Singers                        | Filmaufnahmen der King’s Singers                    | Filmaufnahmen der King’s Singers | Filmaufnahmen der King’s Singers |
| Jahr                             | Titel                                         | Besetzung                                               | weitere Künstler                                    | Studio                           | Format                           |
| -------------------------------- | --------------------------------------------- | ------------------------------------------------------- | --------------------------------------------------- | -------------------------------- | -------------------------------- |
| 1983                             | The King’s christmas                          | Jackman, Hume, Ives, Holt, Carrington, Mason            |                                                     |                                  | VHS                              |
| 1984                             | Madrigal History Tour                         | Jackman, Hume, Ives, Holt, Carrington, Mason            |                                                     | BBC 2 / Arthaus                  | DVD                              |
| 1987                             | The King’s Singers: In Concert                | Jackman, Hume, Chilcott, Holt, Carrington, Mason        |                                                     |                                  | VHS                              |
| 1991                             | The art of the King’s Singers                 | Hurley, Hume, Chilcott, Russell, Carrington, Connolly   | The Gustavus Choir, The Gustavus Chamber Singers    | Odyssey                          | VHS                              |
| 2005                             | The King’s Singers: A Workshop                | Hurley, Tyson, Phoenix, Lawson, Gabbitas, Connolly      |                                                     | Hal Leonard                      | DVD                              |
| 2006                             | The King’s Singers – From Byrd to The Beatles | Hurley, Tyson, Phoenix, Lawson, Gabbitas, Connolly      |                                                     | Acorn Media                      | DVD                              |
| 2008                             | The King’s Singers – Live at the BBC Proms    | Hurley, Tyson, Phoenix, Lawson, Gabbitas, Connolly      |                                                     | Signum Vision                    | DVD                              |
| 2008                             | King’s Singers Rejoice and Be Merry           | Hurley, Tyson, Phoenix, Lawson, Gabbitas, Connolly      | Mormon Tabernacle Choir, Orchestra at Temple Square | Mormon Tabernacle                | DVD                              |
| 2011                             | The King’s Singers: Christmas                 | Hurley, Wayne-Wright, Phoenix, Lawson, Gabbitas, Howard |                                                     | Signum Vision                    | DVD                              |